# The Tragical Tale of a Belated Letter
The Tragical Tale of a Belated Letter  è un cortometraggio muto del 1903 diretto da Percy Stow.

## Trama
Un uomo di mezza età, depresso perché non riesce a trovare un lavoro, lascia una lettera indirizzata alla moglie dove le dice che vuole suicidarsi. Intanto, la donna riceve dal postino un'altra lettera, quella dove viene annunciato che una sua domanda di lavoro è stata accettata. Piena di gioia ma anche piena di cattivi presagi, la donna corre alla ricerca del marito che, da un ponte, è saltato nel fiume. Per fortuna, viene tratto in salvo. Bagnato e allo stremo delle forze, finalmente, gli viene comunicata la buona notizia.

## Produzione
Il film fu prodotto dalla Hepworth.

## Distribuzione
Distribuito dalla Hepworth, il film - un cortometraggio della lunghezza di 60,96 metri - uscì nelle sale cinematografiche britanniche nell'agosto 1903. Il 21 novembre dello stesso anno, fu distribuito anche negli Stati Uniti con il titolo Letter Came Too Late dall'American Mutoscope & Biograph. Ebbe altre distribuzioni sul mercato americano, attraverso l'Edison Manufacturing Company, nel 1903 e nel 1904, e la Kleine Optical Company, nel 1905.
Si pensa che la copia sia andata distrutta nel 1924 insieme a gran parte degli altri film della Hepworth. Il produttore, in gravissime difficoltà finanziarie, pensò in questo modo di poter almeno recuperare l'argento dal nitrato delle pellicole.